# Тео Маассен
Теодорус Вільгельмус (Тео) Маассен (Oegstgeest, 8 грудня 1966) — нідерландський комік, актор, ведучий і режисер. Характерними для його конференцій є різкий гумор, велика кількість жартів [3] і соціальна критика з повторюваними темами: лицемірство, комерціалізація та конформізм.